# Boin
Boin (ボイン?) è un videogioco hentai uscito in Giappone il 24 settembre 2004, successivamente adattato in un OAV hentai composto da due episodi.

## Videogioco
Il videogioco è stato sviluppato da Crossnet-Pie per il mercato giapponese ed attualmente non ne esiste una versione doppiata in italiano o inglese. In seguito all'enorme successo di questo episodio ne è stato pubblicato un seguito chiamato Resort Boin.

## Personaggi
- Daisuke Ichijou è il protagonista del videogioco e degli OAV, un ragazzo dai capelli castani e gli occhi nocciola. È un giovane insegnante appena assunto in una scuola dove si fa pratica del mestiere desiderato seguendo corsi di recitazione e lezioni private. Viene conteso da Nao e Mitsugu oltre che da Ms. Touko, tutte innamorate di lui oltre che per il suo ruolo anche per le sue doti fisiche.
- Nao Iihara è la cugina di Daisuke e studentessa del suo corso. È una ragazza dai capelli lisci ciliegia e gli occhi verdi. Si rivelerà estremamente gelosa nei confronti della sua compagna/rivale Mitsugu.
- Mitsugu Tsukushino è una ragazza benestante dai lunghi capelli biondi e gli occhi azzurri. Iscritta da poco a scuola, gradualmente verrà sempre più attratta dal suo giovane insegnante.
- Miss Touko è la direttrice dell'istituto dove è stato assunto Daisuke. Ha i capelli blu e gli occhi verdi e indossa un paio di occhiali. Sotto l'apparenza dura ed intransigente si nasconde una donna molto dolce ma anche estremamente sola.

## Anime
Gli OAV sono stati prodotti da Milky Animation Label, il primo episodio è stato realizzato il 25 agosto 2005 mentre il secondo il 25 gennaio 2006, la versione ufficiale sottotitolata in lingua inglese del primo episodio è stata pubblicata il 21 marzo 2006 mentre quella del secondo il 21 novembre 2006.

## Doppiaggio
- Shinsuke Nakamoto: Daisuke Ichijou
- Mahiru Kaneda: Nao Iihara
- Mia Naruse: Mitsugu Tsukushino
- Pochi Uchino: Touko

### Lista episodi
| Nº | Titolo italiano | In onda          | In onda |
| Nº | Titolo italiano | Giapponese       |         |
| 1  | Lecture 1 | 25 agosto 2005   |         |
| 1  | Daisuke Ichijou è un giovane insegnante che è stato da poco assunto presso un istituto molto particolare in cui oltre alla preparazione scolastica classica viene affiancata una preparazione in recitazione e simulazione del lavoro prescelto dallo studente. La prima alunna a sottoporsi ad un test di verifica è Nao Iihara, cugina di Daisuke. Presto questa verifica si trasforma in una gara di provocazione tra i due visibilmente attratti l'uno dall'altra che finiscono per fare l'amore nell'infermeria della scuola. Nao infatti rivela al cugino che lei si è mantenuta vergine in attesa di questo momento. Di ritorno in sala insegnanti la preside dell'istituto, Miss Touko, gli affida un'altra ragazza da sottoporre al test di simulazione del ruolo prescelto. Questa ragazza è la giovane e bellissima Mitsugu Tsukushino che ha scelto la carriera da Sacerdotessa del Tempio. Questa volta Daisuke sceglie un approccio molto professionale ma è Mitsugu a irretire il suo giovane insegnante cominciando a masturbarlo e così i due finiscono ben presto a copulare. La relazione di Daisuke non è soddisfacente per Ms. Touko che così decide di sottoporsi in prima persona al test per valutare la preparazione del suo sottoposto. La preside decide di rappresentare una studentessa che dichiara il proprio amore all'insegnante e che farebbe tutto per lui. Da questa situazione Daisuke trae ben presto vantaggio chiedendo alla sua dirigente di masturbarsi per convincerlo che il suo è vero amore, ella si presta senza alcuna difficoltà a questa pratica e lui per ricompensarla la fa sua. |                  |         |
| 2  | Lecture 2 | 21 novembre 2006 |         |
| 2  | Giunto a casa Daisuke trova le luci di casa stranamente accese. Ad aspettarlo c'è Nao, che gli ha preparato la cena, vestita solo con un piccolo grembiule di colore giallo. La ragazza volendo fare felice il suo amato si è vestita in quel modo dopo aver sfogliato alcune riviste per uomini. Sedotto da quell'abito succinto, Daisuke comincia a masturbare con un vibratore Nao che eccitata lo prega di fare l'amore con lei. Al culmine del loro rapporto inaspettatamente arriva a casa Mitsugu che è molto gelosa di ciò che vede e vuole che la lezione odierna di Daisuke sia solo sua. Questo non trova d'accordo Nao e così Daisuke decide di dare una "lezione molto particolare" ad entrambe contemporaneamente, ma anche stavolta, durante il rapporto a tre, arriva un'inattesa ospite: la signorina Touko che non è per nulla stupita di trovarli tutti e tre insieme e, cogliendo alla sprovvista le due giovani, si butta anch'ella tra le braccia di Daisuke. |                  |         |

## Accoglienza
Boin ha debuttato al terzo posto come gioco bishōjo più venduto nella settimana della sua pubblicazione in Giappone. Durante le seguenti settimane la discesa in graduatoria è stata veloce e lo ha spinto rapidamente fuori dalla top 50. Il prezzo di vendita venne fissato a 9240 yen (circa 70 euro).